# IC 5250
IC 5250 ist ein interagierendes Galaxienpaar im Sternbild Tukan am Südsternhimmel. Es ist schätzungsweise 157 Millionen Lichtjahre von der Milchstraße entfernt.
Das Objekt wurde am 5. September 1827 von James Dunlop entdeckt.